# Eosentomon lineare
Eosentomon lineare är en urinsektsart som beskrevs av Yin 1979. Eosentomon lineare ingår i släktet Eosentomon och familjen trakétrevfotingar. Inga underarter finns listade i Catalogue of Life.